# Ferulago thyrsiflora
Ferulago thyrsiflora ist eine Pflanzenart aus der Gattung Ferulago in der Familie der Doldenblütler (Apiaceae). Sie kommt nur auf Kreta vor.

## Beschreibung
Ferulago thyrsiflora ist eine ausdauernde krautige Pflanze, Schaft-Hemikryptophyt, der Wuchshöhen von 90 bis 120 Zentimetern erreicht. Der Stängel ist gefurcht. Die Knoten sind nicht verdickt. Die Blätter sind drei- bis vierfach gefiedert und im Umriss dreieckig. Die Blattabschnitte sind fadenförmig schmal, glatt und 30 bis 40 Millimeter lang.
Die Doppeldolden sind mehr oder weniger quirlständig angeordnet. Die Hüll- und Hüllchenblätter sind schmal dreieckig oder lineal. Die Blütenkronblätter sind gelb. Die Fruchtstiele sind halb so lang wie die Frucht. Die Früchte sind ca. 8 mm lang, schmal ellipsoidisch mit schmalem seitlichen Flügeln.
Die Blütezeit reicht von Juni bis Juli.

## Systematik
Diese Art wurde 1806 von James Edward Smith unter dem Basionym Ferula thyrsiflora zuerst beschrieben; sie wurde 1824 durch Wilhelm Daniel Joseph Koch als Ferulago thyrsiflora in die Gattung Ferulago gestellt.

## Vorkommen
Ferulago thyrsiflora ist auf Kreta endemisch. Sie wächst in Felsspalten in Höhenlagen von 0 bis 1200 Metern.

## Belege
- Ralf Jahn, Peter Schönfelder: Exkursionsflora für Kreta. Mit Beiträgen von Alfred Mayer und Martin Scheuerer. Eugen Ulmer, Stuttgart (Hohenheim) 1995, ISBN 3-8001-3478-0, S. 217.